# Перець африканський
Африканський перець (Piper guineense) — тропічна рослина родини перцевих. Ніжки плодів цього виду перцю трохи довші, ніж у перцю кубеби. Він належить до сірих перців. Африканський перець відрізняється від інших видів специфічним задушливим, пряним ароматом і середнім ступенем пекучості.

## Інші назви
Гвінейський перець, західноафриканський перець, перець ашанті, бенінський перець, перець Леклю́за.

## Місця зростання
Батьківщина африканського перцю — Ліберія (Перцевий берег), де він не тільки культивується, але і зростає в дикому вигляді досі. У XV ст. місцеве населення обробляло його в Анголі та Беніні. Тепер у великій кількості цей перець вирощують також в інших країнах Африки, особливо в Гвінеї, Гвінеї-Бісау та Гані.

## Використання
У готовому вигляді ця класична пряність являє собою висушені зернятка еліптичної форми, що мають сірий колір. Аромат африканського перцю дуже сильний, а на смак він схожий на перець кубеба, тільки менш пекучий. В Європі відомий з XV ст. і певний час служив популярною заміною чорного перцю, але застосовувався порівняно мало, переважно в Португалії й Англії. Тепер застосовується лише в африканській кухні. У Нігерії як приправу використовують листя цього перцю.

## Збір і зберігання
Після збору зрілих плодів їх висушують на сонці. Потім, коли вони набувають зморшкувату поверхню у вигляді сіточки, з них витягають насіння, які піддаються додатковому просушуванню. Зберігати цю пряність необхідно таким же чином, як і перець кубеба.